# Florula Ludoviciana
Florula Ludoviciana o Flora of the state of Louisiana, es un libro de botánica editado en Nueva York el año 1817 por el polímata, naturalista, meteorólogo, y arqueólogo estadounidense de origen franco-germano-italiano: Constantine Samuel Rafinesque, la edición consta de cuatro partes, donde describe la flora del estado de Luisiana. Fue publicado en Nueva York con el nombre de Florula Ludoviciana, or, a Flora of the State of Louisiana. Translated, Revised, and Improved, from the French of C. C. Robin, by C. S. Rafinesque.